# Опсада Марата
Опсада Марата извршена је крајем 1098. године у данашњој Сирији током Првог крсташког рата.

## Опсада
Нкон освајања Антиохије, Ремон Тулуски је са крсташком армијом наставио поход према Јерусалиму, док је Боемунд Тарентски остао да влада новоформираном Кнежевином. Акције које су крсташи имали у међувремену нису биле толико значајне као битка пред Антиохијом. Најзначајнија акција крсташа је свакако освајање Марата у Сирији, не толико значајна због важности града већ због онога што се тамо одиграло током освајања и након њега.
И Јевреји и муслимани и хришћани, сви они греше, сви се људи на свету деле на две врсте, једни који имају мозга, а немају вере, друге који немају мозга, а имају вере говорио је велики сиријски филозоф Абал ал Алмарија. Он није могао ни сањати да ће само педесет година након његове смрти под град Марат ал Нуман (на 80 километара северно од Антиохије) доћи људождери. Један од учесника у нападу на град ужаснуто описује овај догађај:
У Марату су наше јединице одрасле муслимане кували у лонцима, а децу набијали на ражњеве и јеле их.
Управо пред овим градом сиромашни су на најдиректнији начин истакли све оно што је до тога момента у њима кључало. Непознати хроничар наводи:
Када је стигло јутро, све оне које су пронашли у граду, жене или мушкарце, су немилосрдно поклали. Није било угла на улицама на којем није било тела муслимана. Било их је толико да нисмо могли пролазити улицом, а да се не саплићемо о лешеве или клижемо по крви.

## Након битке
Ипак, то им је било мало. Никако им се није допадало то што њихове вође нису могле одлучити да ли да наставе са походом. За њих је основни циљ крсташког рата било ослобађање Христовог Гроба. Сте ове патње, гладовање, смрт и зиму нису трпели једино зато да би неки барони стекли земљишне поседе. Они су желели Јерусалим.
Убрзо је у Марату настала побуна сиромашних који су срушили готово цео град, а потом га запалили. Тиме су послали вођама јасну поруку да ће, уколико они не желе у Јерусалим, сиромашни ићи сами. Гроф Ремон је први стигао у Марат и ту је затекао само рушевине. Када је чуо о чему се ради, навукао је на себе исцепану кошуљу, обукао се као сиромашан ходочасник и ишао пред армијом и гомилом ходочасника јадно обучен, носећи крст, а поред њега је ношено Свето Копље. Циљ је био ослобађање Христовог Гроба у Јерусалиму. Тако је спашен Први крсташки рат.